# Glenugie
Glenugie war eine Whiskybrennerei in Peterhead, Aberdeenshire, Schottland. Die erhaltenen Brennereigebäude sind teilweise in den schottischen Denkmallisten in die Kategorie B einsortiert.

## Geschichte
Die Brennerei wurde 1831 in Invernettie gegründet, das damals noch außerhalb von Peterhead lag. Nach sechs Jahren Betrieb wurde die Brennerei in eine Brauerei umgestaltet, die Produktion wurde jedoch 25 Jahre später wieder auf Whisky umgestellt. 1925 wurde der Betrieb vorübergehend geschlossen. Seager Evans kaufte die Destillerie 1937 und begann wieder mit der Whiskyproduktion. Der Betrieb ging im Laufe der Jahrzehnte zunächst in den Besitz von Schenley dann von Long John und schließlich von Whitbread & Co. über. Letztere stoppten 1983 die Produktion und das Gelände wurde noch im gleichen Jahr an eine Ölgesellschaft verkauft, die die Gebäude teilweise abriss oder in Bürogebäude umwandelte. Eine Zeit lang war Glenugie Schottlands östlichste Brennerei.

## Produktion
Das zur Produktion benötigte Wasser stammt aus der Wellington-Quelle. Zum Brennen standen je zwei Grobbrandblasen (Wash Stills) und Feinbrandblasen (Spirit Stills) zur Verfügung. Der Spiritsafe von Archibald McMillan Ltd wurde an Fettercairn verkauft und kommt dort als Sample Safe No. 1 zum Einsatz.

## Abfüllungen
Die Brennerei füllte bis zur Schließung keine eigenen Single Malts ab. Jedoch existieren einige Abfüllungen unabhängiger Abfüller.